# Dobrzecka Panorama
Dobrzecka Panorama – apartamentowiec w Kaliszu położony w dzielnicy Rogatka przy ulicy Dobrzeckiej, w pobliżu skrzyżowania z aleją Wojska Polskiego. Powstał on na bazie dawnego, 3-piętrowego biurowca Kalpo, który rozebrano w drugiej połowie 2007. Na potrzeby budowy nowego budynku pozostawiono tylko szkielet starego. W apartamentowcu znajduje się 100 mieszkań o powierzchni od 50 m² do 158 m². Budynek został zaprojektowany przez Tomasza i Przemysława Konopskich, a należy do kaliskiego biznesmena Tadeusza Mazka, właściciela firmy MTM Consulting. Budynek posiada dwie windy, monitoring 12 kamerami wideo, garaż podziemny, a apartamenty, które znajdują się na dwóch ostatnich piętrach, tarasy widokowe, podgrzewane podłogi i niezależną klimatyzację dla każdego pomieszczenia. Budowa 8-piętrowego apartamentowca zaczęła się w styczniu 2008, a zakończyła w grudniu 2009. 

## Dane techniczne
- 81 mieszkań o powierzchni od 50 m² do 150 m² (piętra 1-6)
- 19 apartamentów o powierzchni od 100 m² do 158 m² (piętra 7-8)
- 11 lokali handlowo-usługowych o powierzchni od 50 m² do 108 m² (parter)
- 27 miejsc w garażu podziemnym